# (21775) Tsiganis
(21775) Tsiganis – planetoida z pasa głównego asteroid okrążająca Słońce w ciągu 3 lat i 124 dni w średniej odległości 2,23 j.a. Została odkryta 5 września 1999 roku w Anderson Mesa Station w ramach programu LONEOS. Nazwa planetoidy pochodzi od Kleomenisa Tsiganisa (ur. 1974), zajmującego się badaniem dyfuzji i bombardowania planetoid na Uniwersytecie w Salonikach. Przed nadaniem nazwy planetoida nosiła oznaczenie tymczasowe (21775) 1999 RC221.